# Thunder de Trenton
Le Thunder de Trenton est un club américain de baseball fondé en 1994 et situé à Trenton. Le Thunder est une équipe affiliée AA aux New York Yankees depuis 2003. Ils jouent dans la division nord de l'Eastern League et ont été champions de la Ligue en 2007.

## Histoire
Un premier club est fondé en 1980 sous le nom de Glens Falls White Sox à Glens Falls comme affilié des Chicago White Sox. Le club passe sous le contrôle des Detroit Tigers en 1985 et est rebaptisée Glens Falls Tigers. 
L'équipe déménage à London en 1989 et devient London Tigers. A London, les Tigers disputent une fois les play-offs (1990), sans passer le premier tour.
Dernier déménagement après la saison 1993 et retour aux États-Unis à Trenton à la suite des affluences faméliques enregistrées en Ontario. Le club opte alors pour un nom découplé de son affiliation MLB : Trenton Thunder. Le Thunder reste sous la bannière des Tigers en 1994, puis les Boston Red Sox prennent le relais de 1995 à 2002 avant l'affiliation aux New York Yankees depuis 2003.
Depuis 1995, le Thunder prend part six fois aux play-offs, mais butent cinq fois (1995, 1996, 1999, 2005 et 2006) au stade des demi-finales. Le 15 septembre 2007, Trenton remporte le titre de la Ligue en s'imposant face aux Akron Aeros. Lors de cette saison 2007, le Thunder a rassemblé 412 312 spectateurs lors de ses matches à domicile, soit une moyenne de 5807 spectateurs par match et un record dépassant largement la capacité officielle du stade : 9134 spectateurs le 23 mai 2007 à l'occasion d'un match où Roger Clemens était aligné afin de préparer son retour chez les Yankees.

## Palmarès
- Champion de l'Eastern League : 2007, 2008